# Бриттен, Тони
Тони Бриттен — британский композитор и дирижёр, режиссёр, продюсер, наиболее известный благодаря адаптации музыки и написанию текста Гимна Лиги чемпионов УЕФА.
Бриттен является выпускником Королевского музыкального колледжа. Первые несколько лет своей карьеры он провёл в театре в качестве музыкального директора, в том числе работал на театрального продюсера Кэмерона Макинтоша в качестве музыкального руководителя на многих шоу, включая «Божественный ступор», «Шоу Рокки Хоррора» и «Оливер!». После этого он работал в Национальном театре в качестве аранжировщика и музыкального руководителя.
В 1992 году УЕФА поручил Бриттену создать гимн для Лиги чемпионов УЕФА, которая стартовала в ноябре 1992 года. Бриттен позаимствовал часть мелодии «Садока-Священника» Генделя. Произведение исполнили Лондонский Королевский филармонический оркестр и хор Академии Святого Мартина в полях.
В 1994 году он стал автором музыки к 30-минутному анимационному фильму «Моль», а в 1999 году написал и снял «Богему», фильм по опере Пуччини. Он также автор ряда документальных и художественных картин, включая фильм о школьных годах его легендарного однофамильца «Бенджамин Бриттен: Мир и конфликт» при участии Джона Хёрта и Алекса Лоутера.